# Егоров, Спиридон Михайлович
Спиридон Михайлович Егоров (12 декабря 1908, Комар, Екатеринославская губерния — 11 декабря 1999, Москва) — подполковник Советской армии, участник советско-финской и Великой Отечественной войны, Герой Советского Союза (1940).

## Биография
Родился 12 декабря 1908 года в селе Комар (ныне — Великоновосёлковский район Донецкой области Украины). Окончил шесть классов школы, после чего работал в колхозе. В 1931 году Егоров был призван на службу в Рабоче-крестьянскую Красную армию. В 1936 году окончил Киевское военное пехотное училище. Участвовал в Польском походе РККА и советско-финской войне.
К февралю 1940 года лейтенант Спиридон Егоров командовал ротой 69-го стрелкового полка 97-й стрелковой дивизии 13-й армии Северо-Западного фронта. Отличился во время боёв за остров Витса-Саари на реке Вуокса 25-28 февраля 1940 года.
Указом Президиума Верховного Совета СССР от 7 апреля 1940 года за «образцовое выполнение боевых заданий командования на фронте борьбы с финской белогвардейщиной и проявленные при этом отвагу и геройство» лейтенант Спиридон Егоров был удостоен высокого звания Героя Советского Союза с вручением ордена Ленина и медали «Золотая Звезда» за номером 489.
Участвовал в Великой Отечественной войне. В 1942 году окончил Военную академию имени М. В. Фрунзе, после чего командовал стрелковыми полками. В 1947 году в звании подполковника Егоров был уволен в запас. Проживал в Москве. Скончался 11 декабря 1999 года, похоронен на Троекуровском кладбище Москвы.
Был также награждён двумя орденами Красного Знамени, орденами Суворова 3-й степени, Отечественной войны 1-й степени, Красной Звезды, рядом медалей.